# Wynter Gordon
Wynter Gordon (New York, 25 augustus 1988), geboren als Diana Gordon, is een Amerikaanse pop/dance zangeres en songwriter. Ze heeft gewerkt met onder andere Freemasons, Laidback Luke, Steve Aoki en Flo Rida.

## Biografie
Gordon werd geboren in Zuid Jamaica, Queens, New York. Ze groeide op in een arme buurt en begon al vroeg met zingen. Al op 6-jarige leeftijd zong ze samen met haar broers en zussen op onder andere begrafenissen, in de kerk en gewoon op straat. Later studeerde ze aan  de Fiorello H. LaGuardia school (muziek & kunst en uitvoeren van kunst) en liep ze stage bij een platenmaatschappij. Gordon schreef haar eerste complete nummer "daddy's song" op 15-jarige leeftijd.

## Carrière
Na de middelbare school werkte Gordon hard aan haar muziekcarrière. Ze had verschillende baantjes en ondertussen werkte ze 's nachts  in de studio. Gedurende deze tijd ontmoette Gordon haar manager, Keith White die haar bij Don Pooh bij Atlantic Records introduceerde. Sinds 2004 werkte Gordon nauw samen met producer D'mile. Samen met hem kwam ze met haar eerste nummer naar roem, "Gonna Breaktrough", geschreven door Wynter Gordon en geproduceerd door D'mile. Het nummer werd gebruikt als titeltrack voor het album van Mary J. Blige uit 2005: The Breakthrough. Kort daarna kreeg Gordon de gelegenheid om een contract te tekenen bij Atlantic Records, via Don Poeh Music Group, waar ze aan haar debuutalbum ging werken. Gordon schreef in 2008 daarnaast nog twee nummers voor Danity Kane's tweede album: Welcome to the Dollhouse.
In 2009 schreef Gordon met Flo Rida aan het nummer "Sugar", dat een internationale hit werd. Het nummer kwam binnen op nummer 5 in de Billboard Hot 100 en werd in Nederland een alarmschijf. Ze schreef verder onder andere  mee met dancenummer "Toyfriend" van DJ David Guetta en werkte samen met Jennifer Lopez voor verschillende nummers voor het album Love?.
Gordons debuutalbum With the Music I Die kwam op 17 juni 2011 uit in Australië. Het nummer "Dirty talk" van dat album kwam vier weken op nummer 1 in de Australische single top 50. Ook in de US Dance lijst en de Australische Dance lijst kwam het nummer op 1. In de Vlaamse en Waalse Ultratop 50 haalde ze met "Dirty talk" respectievelijk nummer 3 en nummer 13. Haar tweede hit scoorde ze met "Till Death" die op nummer 16 in Australië binnenkwam.
- Bibsys: 10079394
- International Standard Name Identifier: 0000 0000 9479 7874
- Library of Congress Control Number: no2008088006
- MusicBrainz: aec279b2-b9cc-488c-b892-f2271605fa11
- Nationale Bibliotheek van Israël: 987007399130405171
- Virtual International Authority File: 139633954
- WorldCat: E39PBJdcwWh8fK8YjF8GmhKKh3